# Castorano
Castorano (Caštërà in dialetto ascolano) è un comune italiano di 2 258 abitanti della provincia di Ascoli Piceno nelle Marche.

## Storia

### Simboli
Lo stemma e il gonfalone sono stati concessi con decreto del presidente della Repubblica del 20 dicembre 1996.
Stemma
Gonfalone

## Società

### Evoluzione demografica
Abitanti censiti

### Tradizioni e folclore
- Una delegazione in costume storico di Castorano sfila, ogni anno, al seguito del corteo della Quintana di Ascoli Piceno.

## Economia

### Artigianato
Tra le attività economiche più tradizionali, diffuse e attive vi sono quelle artigianali, come l'arte del merletto rinomata in tutta Italia.

## Amministrazione
| Periodo        | Periodo        | Primo cittadino           | Partito                                                       | Carica  | Note  |
| -------------- | -------------- | ------------------------- | ------------------------------------------------------------- | ------- | ----- |
| 7 giugno 1985  | 26 maggio 1990 | Franco Fanesi             | Partito Comunista Italiano                                    | Sindaco | [ 8 ] |
| 26 maggio 1990 | 24 aprile 1995 | Franco Fanesi             | Partito Comunista Italiano Partito Democratico della Sinistra | Sindaco | [ 8 ] |
| 24 aprile 1995 | 14 giugno 1999 | Guido Maoloni             | Lista civica                                                  | Sindaco | [ 8 ] |
| 14 giugno 1999 | 14 giugno 2004 | Guido Maoloni             | Indipendente                                                  | Sindaco | [ 8 ] |
| 14 giugno 2004 | 8 giugno 2009  | Franco Pezza              | Lista civica                                                  | Sindaco | [ 8 ] |
| 8 giugno 2009  | 26 maggio 2014 | Franco Pezza              | Lista civica Unità e Partecipazione                           | Sindaco | [ 8 ] |
| 26 maggio 2014 | 27 maggio 2019 | Daniel Claudio Ficcadenti | Lista civica Il coraggio di cambiare                          | Sindaco | [ 8 ] |
| 27 maggio 2019 | 10 giugno 2024 | Graziano Fanesi           | Lista civica Il coraggio di cambiare                          | Sindaco | [ 8 ] |
| 10 giugno 2024 | in carica      | Rossana Cicconi           | Lista civica Uniti con coraggio per Castorano                 | Sindaco | [ 8 ] |

### Gemellaggi
- Dobrcz
- Noisy-sur-École

## Sport

### Calcio a 11
Nel paese la squadra di calcio è la Castoranese che gioca nel campionato di prima categoria marchigiana .

### Calcio a 5
La squadra del Bocastrum United ha raggiunto la Serie B, a Castorano avevano sede anche due squadre di Serie D, la Bocastrum united e la Silvestrese, attualmente solo la Bocastrum united è iscritta al campionato di serie d.